# Affaire Philpot
L'affaire Philpot est une affaire politico-médiatique québécoise survenue lorsque le quotidien montréalais La Presse, un journal qui appartenait à l'homme d'affaires libéral Paul Desmarais, révéla que Robin Philpot, candidat du Parti québécois lors de l'Élection générale québécoise de 2007, était l'objet de reproches quant à une possible banalisation du génocide des Tutsis et Hutus modérés au Rwanda (voir : Génocide des Tutsis au Rwanda).

## Réception dans la presse
Au cours de la campagne électorale (mars 2007), l'ouvrage de Philpot sur le génocide au Rwanda (« Ça ne s'est pas passé comme ça à Kigali », Montréal, Les Intouchables, 2003) est soudainement évoqué par les médias québécois, quatre ans après sa publication. Certains considèrent alors son contenu comme négationniste, ce qui embarrasse le chef péquiste André Boisclair qui d'abord s'en dissocie, avant de défendre publiquement son candidat. Philpot affirme n'avoir jamais nié l'existence du génocide des Tutsis et tente de nuancer ses propos. Les chercheurs Pierre Trudel et Callixte Kabayiza lui reprochent cependant de soutenir (comme l'ont fait Filip Reyntjens et Abdul Joshua Ruzibiza) que les Hutus ont également été victimes d'un génocide[réf. nécessaire].

## Cas antécédents
Le journaliste Christophe Ayad avait qualifié Philpot de « négationniste » dans un article du quotidien français Libération par. Ayad avait traité Charles Onana et Robin Philpot « d'auteurs négationnistes » pour leurs propos tenus lors d'un colloque international sur le Rwanda à l'université de la Sorbonne. Onana a intenté à ce sujet une poursuite en diffamation contre le journal français et a été débouté.

## Réactions publiques
En pleine campagne électorale, les partis politiques ont tenté de se faire du capital politique. Ainsi, le parti Québec solidaire a condamné les propos du candidat Philpot. Le premier ministre du Québec Jean Charest a déploré les propos du candidat péquiste et déclarait que « s'il persiste à nier l'évidence, Robin Philpot sera coupable de banaliser le génocide rwandais ». Et enfin, Mario Dumont a déclaré que « quelqu’un qui remet en question cette thèse du génocide n’est pas qu’un peu à contre-courant de la réalité».
La démission du candidat du Parti québécois a été réclamée autant par ses adversaires des autres partis que par des défenseurs de la mémoire de crimes contre l'humanité. Des Rwandais domiciliés au Canada ont vivement critiqué Philpot sur différentes chaînes télévisées canadiennes dont Radio-Canada et la journée internationale de la femme (8 mars 2007) a été l'occasion de rappeler, à cet égard, les viols et les actes de barbarie commis lors du génocide.

## À la défense de Philpot
Les opinions de M. Philpot ont été soutenues par le journal Le Devoir ainsi que par une part non négligeable de l'élite intellectuelle québécoise.  Bien que dénoncé en première page par La Presse (8 mars 2007), Philpot a été en outre défendu par le militant Pierre Dubuc,  Lysiane Gagnon, Louis Cornellier et par le congrès rwandais du Canada.

## Affaires liées
Philpot a par ailleurs porté des accusations contre les Canadiens William Schabas, Hélène Pinske, André Paradis et Louise Arbour pour avoir pris part dans la prétendue rivalité entre USAFRICOM et la Françafrique. Il allègue aussi que la personne de Michaëlle Jean a servi à légitimer l'évacuation du président Jean-Bertrand Aristide.

## Citations
- «On ne peut pas dire qu'il y a eu un génocide au Rwanda comme le génocide contre les Juifs, ce n'est pas le cas »[réf. nécessaire]
- « Dans aucun de mes écrits, ai-je nié qu'il y ait eu des tueries massives, même parfois à caractère ethnique. Par contre, je rejette catégoriquement l'utilisation abusive du terme génocide » [7]
- « Quel pays en guerre n'a pas mené de campagne de ce genre? En soi, cela ne prouve aucunement qu'il y ait eu une véritable volonté d'exterminer une partie de la population » [7]